# 9月5日
9月5日是阳历年的第248天（闰年是249天），离一年的结束还有117天。
在英國和北美十三州等英國屬地，因1752年將曆法從儒略曆轉換至格里曆，故該年沒有9月5日。

## 大事记

### 18世纪以前
- 917年：刘龑称帝，建立南汉，定都番禺。
- 1367年：明基蘇瓦紹蓋被加冕為上緬甸阿瓦王朝的統治者。
- 1666年：伦敦大火被扑灭，包括旧圣保罗座堂在内的一万多建筑遭难，约六人丧生。
- 1680年：彼得大帝为推进改革，下令对全俄罗斯除神父和农民外的全体留鬚男子征收胡须税。

### 18世紀
- 1725年：法蘭西王國波旁王朝國王路易十五與前波蘭立陶宛聯邦國王斯坦尼斯瓦夫一世之女瑪麗·蕾捷斯卡結婚。
- 1774年：美国独立战争：為了對抗英國國會通過不可容忍法令，除喬治亞省以外12個北美洲殖民地代表在費城木匠廳召開大陸會議。
- 1774年：英國人詹姆士·库克發現大洋洲西南部的新喀里多尼亞。
- 1781年：美国独立战争：法國海軍將領弗朗索瓦·德·格拉斯在切薩皮克灣海戰決定性的擊敗英國皇家海軍。
- 1793年：法國國民公會通過實行雅各賓專政的決議，開始對雅各賓俱樂部的反對者進行大規模處決。
- 1800年：拿破仑战争：英国夺取马耳他。

### 19世紀
- 1816年：面對法國日益高漲的不滿情緒，路易十八被迫解散由極端保皇黨主導的立法機關無雙議院。
- 1839年：第一次鸦片战争：英国对中国宣战。

### 20世紀
- 1905年：日本和俄羅斯代表在美國總統西奧多·羅斯福調停下簽署《樸茨茅斯條約》，日俄戰爭結束。
- 1905年：對日俄戰爭賠償不滿的日本群眾日本於東京市日比谷公園發生暴動，日比谷縱火事件爆發。
- 1914年：第一次世界大战期间，法蘭西第三共和國及大英帝國军队在马恩河地区击败小毛奇所率領之德意志帝國军队，並阻止其向巴黎的推进，史称“第一次马恩河战役”。
- 1918年：蘇維埃俄國宣佈紅色恐怖命令。
- 1926年：英军炮舰炮击四川万县，中国军民数千人死亡，焚毁房屋、商店数百家。当地驻军奋起反抗，击伤英舰一艘。史称“万县惨案”。
- 1938年：德国纳粹党在纽伦堡举行“大德意志”全国党代会。
- 1939年：二战：美国宣布中立。
- 1940年：二战：匈牙利王國軍隊开始進駐羅馬尼亞王國的北特蘭西瓦尼亞。
- 1945年：延安新华广播电台开始播音。
- 1948年：波兰共产主义工人党总书记瓦迪斯瓦夫·哥穆尔卡辞职。
- 1949年：中国人民解放军占领西宁。
- 1957年：垮掉的一代：杰克·凯鲁亚克所著的《在路上》一书出版。
- 1960年：在塞內加爾自馬利聯邦獨立後不久，詩人利奧波德·塞達爾·桑哥當選成為首任塞內加爾總統。
- 1966年：中国全国大串连中，国务院发出通知，要求全国学生与职工代表到北京进行参观和学习。
- 1968年：中国开展对知识分子再教育运动。
- 1972年：巴勒斯坦恐怖组织黑色九月在西德杀害参加夏季奥林匹克运动会的11名以色列代表团成员。
- 1975年：查爾斯·曼森的信徒麗奈特·弗洛姆（英语：Squeaky Fromme）在加州沙加緬度企圖刺殺美國總統傑拉德·福特。
- 1977年：美國旅行者1号太空探测器在佛罗里达州卡纳维拉尔角搭载泰坦3E型火箭升空。
- 1978年：埃及总统穆罕默德·安瓦爾·薩達特和以色列总理梅纳赫姆·贝京签署《协议》。
- 1980年：瑞士聖哥達公路隧道開通，全長16.224公里，是當時全世界最長的公路隧道。
- 1983年：中国引滦入津工程全线通水。
- 1986年：泛美航空73号班机在巴基斯坦遭劫持，20人被枪杀。
- 1998年：金正日当选朝鲜国防委员会委员长。
- 2000年：吐瓦魯加入聯合國。

### 21世紀
- 2002年：通車僅半個月的香港地鐵將軍澳線在上班繁忙時間發生訊號故障，導致過海服務停頓45分鐘。
- 2005年：由波音737執行的曼達拉航空公司091號班機於蘇門答臘島東北部附近住宅區墜毀。機上約115人有約15生還，死亡至少150人，包括地面死者。
- 2009年：中華民國首次舉辦第21屆夏季聽障奧林匹克運動會於臺北市主辦，為期11天賽程，此賽事為臺灣首次舉辦聽障奧運，行銷宣傳『亞洲第一次，臺灣的驕傲』，該屆成為舉辦聽障奧運有史以來規模最大，規格最高等級之賽事。
- 2010年：中國衛星通信集團公司鑫諾六號通信廣播衛星在西昌衛星發射中心由長征三號乙運載火箭搭載升空，將接替鑫諾三號衛星進行工作。
- 2012年：多国研究机构共同参于的DNA元素百科全书项目将对人类基因组的初步研究结果整理为30多篇论文发表于《自然》等科学杂志中。
- 2012年：美国航空航天局宣布，黎明号探测器已离开环绕灶神星的轨道，将飞往下一个观测目标谷神星。
- 2013年：世界已知最大的火山，大塔穆火山于太平洋西北部被发现。
- 2021年：西非國家幾內亞共和國發生軍事政變，以馬馬迪·敦布亞為首的叛軍扣押了總統阿爾法·孔戴，並宣佈解散政府、暫停憲法實施、關閉該國陸地邊境一周，以及成立全國團结和發展委員會以實現政權的平穩過渡。
- 2022年：中國四川省甘孜藏族自治州瀘定縣發生Ms 6.8地震，造成至少86人死亡和400多人受傷。
- 2022年：香港天文台總部錄得最高氣溫35.3℃，超越1963年9月錄得全月最高氣溫35.2℃，打破自1884年以來9月最高氣溫記錄。上水錄得最高氣溫37.3℃，相對濕度低見35%，是全港最熱及最乾燥[1]。

## 出生
- 1187年：路易八世，法蘭西國王（1226年逝世）
- 1567年：伊達政宗，日本戰國時代大名（1636年逝世）
- 1568年：托馬索·康帕内拉，意大利哲学家、神学家（1639年逝世）
- 1607年：弘光帝，南明首位皇帝（1646年逝世）
- 1638年：路易十四，法國國王（1715年逝世）
- 1771年：卡爾大公，奧地利元帥（1847年逝世）
- 1774年：卡斯帕·弗里德里希，19世紀德國浪漫主義風景畫家（1840年逝世）
- 1781年：安东·迪亚贝利，奧地利音樂出版商、業餘作曲家（1858年逝世）
- 1791年：贾科莫·梅耶貝爾，德國作曲家（1864年逝世）
- 1817年：阿列克赛·托尔斯泰，俄國小說家、詩人、戲劇家（1875年逝世）
- 1848年：伊利亞·米洛塞維奇，義大利天文學家（1919年逝世）
- 1867年：艾米·比奇，美國女作曲家、鋼琴家，常被稱為「比奇夫人」（1944年逝世）
- 1872年：安東·史陶斯，德國天文學家（1955年逝世）
- 1880年：牛湛德，英國陸軍准將、板球運動員（1942年逝世）
- 1888年：萨瓦帕利·拉达克里希南，印度哲學家、政治人物，第2任印度總統（1975年逝世）
- 1892年：許學，臺灣醫生、政治人物（1951年逝世）
- 1892年：約瑟夫·西格提，匈牙利小提琴演奏家、「提琴哲人」（1973年逝世）
- 1894年：容庚，中國古文字学家（1983年逝世）
- 1905年：阿瑟·库斯勒，匈牙利猶太裔英國作家、記者和批評家（1983年逝世）
- 1905年：于占元，香港動作指導（1997年逝世）
- 1910年：嘉樂庇，葡萄牙政治人物，第121任澳門總督（1989年逝世）
- 1912年：約翰·凱吉，美國先鋒派古典音樂作曲家（1992年逝世）
- 1914年：尼卡諾·帕拉，智利物理學家、詩人（2018年逝世）
- 1921年：法莉達，埃及王后（1988年逝世）
- 1927年：丁石孙，中國数学家，北京大学校长（2019年逝世）
- 1927年：保罗·沃尔克，美國經濟學家（2019年逝世）
- 1933年：楊叔子，中國機械工程專家、教育家（2022年逝世）
- 1933年：林文月，台灣學者、翻譯家、作家（2023年逝世）
- 1935年：金宗哲，中國材料科學家（2022年逝世）
- 1940年：拉寇兒·薇芝，美國女演員（2023年逝世）
- 1942年：韋納·荷索，德國導演、演員、編劇家
- 1943年：大河原毅，日本企業家
- 1944年：阿克塞爾·卡恩，法國科學家、散文家（2021年逝世）
- 1946年：弗雷迪·默丘里，英國創作歌手，皇后樂隊主音歌手（1991年逝世）
- 1946年：范鴻軒，台灣男演員
- 1953年：珍妮弗·赫爾林斯-西蒙斯，蘇利南醫生、政治人物，現任蘇利南總統
- 1960年：黃子華，香港藝人
- 1961年：马克-安德烈·哈梅林，加拿大鋼琴家、作曲家
- 1965年：仲村亨，日本男演员
- 1967年：久米田康治，日本漫畫家
- 1968年：吳秀波，中國男演員
- 1969年：國府田麻理子，日本女性聲優
- 1969年：萊昂納多，巴西足球員
- 1970年：丸川智弘，日本漫畫家（2024年逝世）
- 1970年：李麗珊，香港女子滑浪風帆運動員
- 1970年：金惠秀，韓國女演員
- 1973年：派迪·康斯丁，英國演員、導演、劇作家
- 1973年：羅丝·麦高恩，美國演員、歌手
- 1976年：塔季扬娜·古楚，烏克蘭女子體操運動員
- 1976年：卡里斯·范·豪滕，荷蘭舞台劇、電影演員
- 1977年：阪口周平，日本男性聲優
- 1978年：余男，中國大陸女演員
- 1978年：章钟，華裔新加坡國际象棋大師
- 1978年：克里斯·希普金斯，紐西蘭政治人物，第41任紐西蘭總理
- 1980年：皮塔·林家倫拉，泰國商人、政治人物
- 1981年：沈瓊，中國排球運動員
- 1981年：宋雨霏，中國女演員
- 1981年：艾力克斯·維勒斯坦，美國科學史家
- 1982年：王心凌，台灣女歌手、演員
- 1982年：徐小可，台灣女藝人
- 1982年：松卓·雷爾克，挪威創作歌手
- 1983年：小林親弘，日本男演員、聲優
- 1984年：魏蔓，台灣女演員
- 1985年：葛仲珊，台灣女歌手
- 1985年：玉木雅士，日本男性聲優
- 1986年：闫相闯，中國足球運動員
- 1986年：趙芸蕾，中國羽毛球運動員
- 1989年：郭婷筠，台灣女歌手
- 1989年：潘之琳，中國女演員
- 1989年：駒田航，日本男性聲優
- 1989年：卡特琳娜·格兰厄姆，美國女演員
- 1990年：金晨，中國演員
- 1990年：相坂優歌，日本女性聲優、歌手
- 1990年：金妍兒，韓國女子花式溜冰運動員
- 1991年：史肯达·凱恩斯，英國演員
- 1992年：車善瑀，韓國男子偶像團體B1A4成員
- 1992年：莫米娜·穆斯塔桑，巴基斯坦女歌手
- 1995年：焦曼婷，台灣女演員
- 1996年：ASCA，日本女歌手
- 1997年：林襄，台灣女藝人，組合Dragon Beauties成員
- 1997年：齊藤京子，日本女子偶像團體日向坂46成員
- 1998年：達維昂·米契爾，美國職業籃球運動員
- 1998年：小倉優香，日本寫真偶像、模特兒
- 2001年：王志煊，臺灣職業棒球運動員
- 2001年：布卡約·薩卡，英格蘭職業足球運動員
- 2005年：余之之，香港童星
- 生年不詳：村田綾香，日本女性聲優

## 逝世
- 75年：漢明帝劉陽，東漢皇帝（28年出生）
- 714年：唐殤帝李重茂，唐朝皇帝（695年出生）
- 1165年：二條天皇，日本第78代天皇（1143年出生）
- 1201年：康斯坦絲，布列塔尼女公爵（1161年出生）
- 1235年：亨利一世，布拉班特公国首位公爵（1165年出生）
- 1548年：凯瑟琳·帕尔，英格兰国王亨利八世的最后一位妻子（1512年出生）
- 1667年：苏克萨哈，康熙帝親政之前的四位辅政大臣之一，後為鰲拜诬死（生年不详）
- 1677年：亨利·奧爾登伯格，德國神學家、外交官、科學家、自然哲學家（1618年出生）
- 1877年：瘋馬，美國印第安人蘇族酋長（1845年出生）
- 1885年：左宗棠，晚清政治家，洋務運動官員（1812年出生）
- 1902年：魯道夫·菲爾紹，德國醫生、人類學家、病理學家、史前學家、生物學家、作家、編輯、政治家（1821年出生）
- 1906年：路德維希·波茲曼，奧地利物理學家、哲學家（1844年出生）
- 1919年：夏伯阳，苏联国内战争时期英雄、红军优秀指挥员（1887年出生）
- 1927年：韋恩·惠勒，美國律師，「反沙龍聯盟」長期領導人，美國禁酒令的主要推動者（1869年出生）
- 1944年：张思德，八路軍士兵（1915年出生）
- 1945年：克林·希爾，澳大利亞職業板球運動員（1877年出生）
- 1947年：沈心工，中國音樂家，被譽為「學堂樂歌之父」（1870年出生）
- 1970年：約亨·林特，奧地利一級方程式賽車手（1942年出生）
- 1971年：潘天寿，中國画家（1897年出生）
- 1972年：摩西·溫伯格，以色列男子摔跤運動員、教練，慕尼黑慘案遇難者（1939年出生）
- 1972年：約瑟夫·羅曼，利比亞裔以色列男子舉重運動員，慕尼黑慘案遇難者（1940年出生）
- 1977年：吉田龍夫，日本漫畫家，動畫製作公司「龍之子」創辦人（1932年出生）
- 1990年：卡拉登男爵休·富特，英國殖民地官員、外交官、政治家、外交關係學者（1907年出生）
- 1997年：加爾各答德肋撒修女，印度羅馬天主教修女、傳教士，1979年诺贝尔和平奖得主（1910年出生）
- 1998年：維納爾·潘頓，丹麥建築設計師、工業設計師（1926年出生）
- 2001年：塔瑪拉·斯米爾諾娃，蘇聯天文學家（1935年出生）
- 2007年：段义和，中国山东济南人大常委会主任（1946年出生）
- 2008年：趙寧，台灣作家（1943年出生）
- 2012年：孫德成，臺灣男性配音員（1953年出生）
- 2016年：邁克爾·斯賓德勒，德國企業家，前任蘋果公司執行長（1942年出生）
- 2019年：查理·柯爾，美國攝影師（1955年出生）
- 2020年：譚炳文，香港歌手、演員、配音員（1933年出生）
- 2020年：嚴詠能，台灣歌手、唱遊詩人（1970年出生）
- 2024年：麗貝卡·切普特蓋，烏干達女子田徑運動員（1991年出生）

## 节假日和习俗
- 国际慈善日（英语：International Day of Charity）
- 國際起司披薩日[2]
- 丹麦：国旗日
- 印度：教师节